# Allium altoatlanticum
Allium altoatlanticum är en amaryllisväxtart som beskrevs av Alexey Petrovich Seregin. Allium altoatlanticum ingår i släktet lökar, och familjen amaryllisväxter.
Artens utbredningsområde är Marocko. Inga underarter finns listade i Catalogue of Life.